# Бија (Ен
Бија (фр. Billiat) је насељено место у Француској у региону Рона-Алпи, у департману Ен (Рона-Алпи).
По подацима из 2011. године у општини је живело 516 становника, а густина насељености је износила 37,66 становника/km².

## Демографија
| 1962. | 1968. | 1975. | 1982. | 1990. | 2011. |
| ----- | ----- | ----- | ----- | ----- | ----- |
| 236   | 216   | 293   | 348   | 396   | 516   |